# Claude Lefèbvre
Claude Lefèbvre (Fontainebleau, 12 settembre 1637 – Parigi, 25 aprile 1675) è stato un pittore francese.

## Biografia
Figlio del pittore Jean Lefèbvre (1600-1675), il giovane Claude fu dapprima allievo di Claude d'Hoey (1586-1660) nella sua città natale, quindi di Eustache Le Sueur e infine di Charles Le Brun. Quest'ultimo gli consigliò di intraprendere la strada del ritrattista, suggerimento che egli seguì puntualmente.

Accolto nell'Accademia reale di pittura e scultura nel 1663, divenne professore aggiunto l'anno seguente.

Molte delle sue opere sono conosciute solo grazie alle riproduzioni per incisione di artisti come Gérard Edelinck, Nicolas de Poilly e Pierre-Louis Van Schuppen.

Claude Lefèbvre morì a Parigi nel 1675, ad appena 38 anni.

## Opere (ritratti)
- "Charles Couperin e sua figlia", Museo nazionale del Castello e dei Trianon di Versailles.
- "Claude Saumaise, professore all'Università di Leyda dal 1632 al 1653", Museo nazionale del Castello e dei Trianon di Versailles.
- "Jean-Baptiste Colbert (1619-1683)", Museo nazionale del Castello e dei Trianon di Versailles.
- "Luigi II di Borbone, principe di Condé e il suo primogenito Henri Jules de Bourbon, duca d'Enghien", Museo nazionale del Castello e dei Trianon di Versailles.
- "Louise-Françoise de La Baume Le Blanc, duchessa de La Vallière e di Vaujours (1644-1710)", Museo nazionale del Castello e dei Trianon di Versailles.
- "Jacques de Saulx-Tavannes", Museo di Belle arti, Digione
- "Madame de Sillery", Museo di Belle arti, Dole
- "Ritratto d'uomo", Museo del Louvre
- "Ritratto d'uomo", Museo Ingres, Montauban
- "Ritratto di un magistrato", Museo di Belle arti, Caen
- "Ritratto presunto di Claude-Emmanuel Lhuillier, dit Chapelle", Museo Condé,  Chantilly
- "Un Precettore e il suo allievo", Museo del Louvre
- "Monsieur Paillet", Collezione di Monsieur Christophe Bastiani.

## Galleria d'immagini

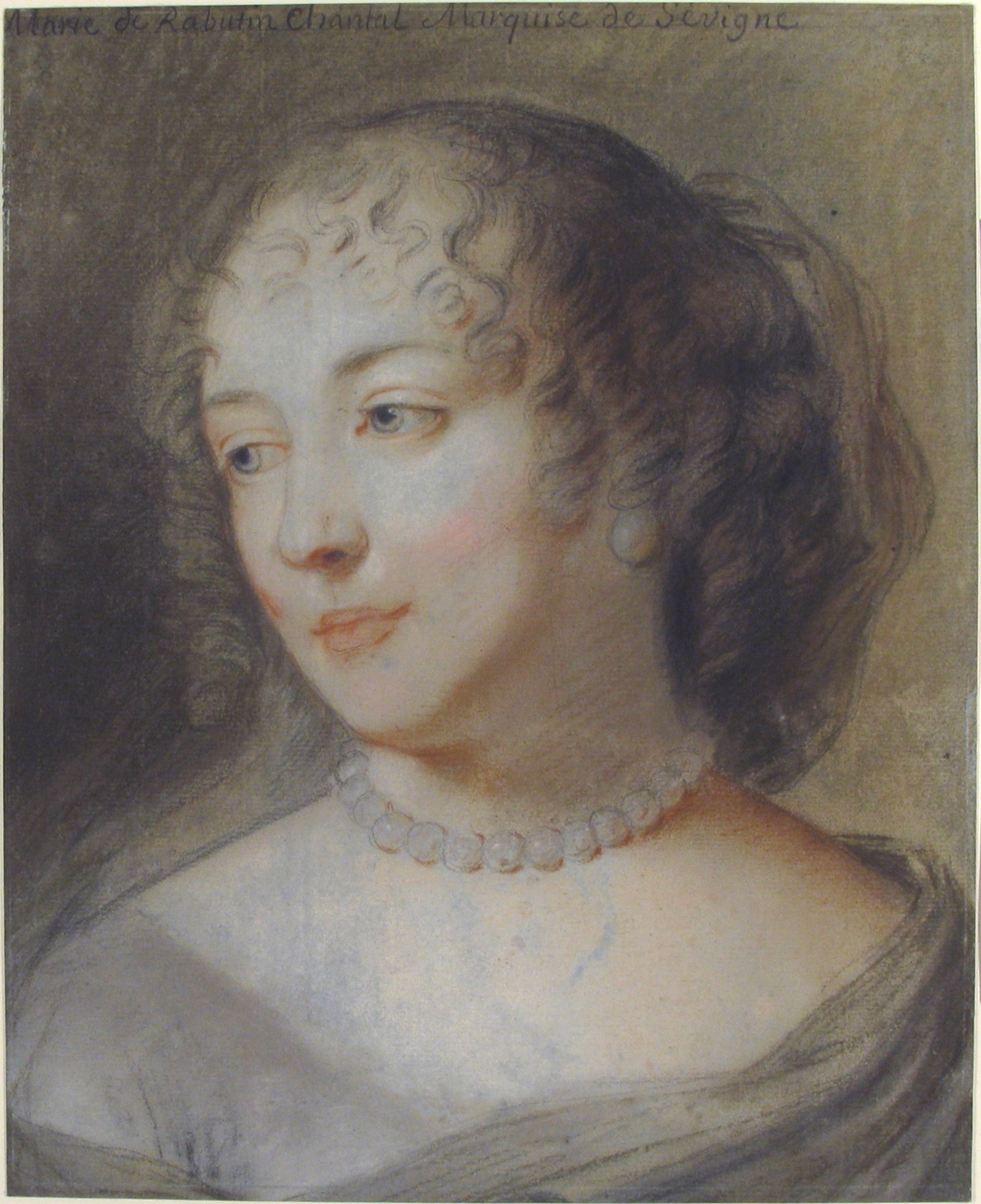
M.me de Sévigné
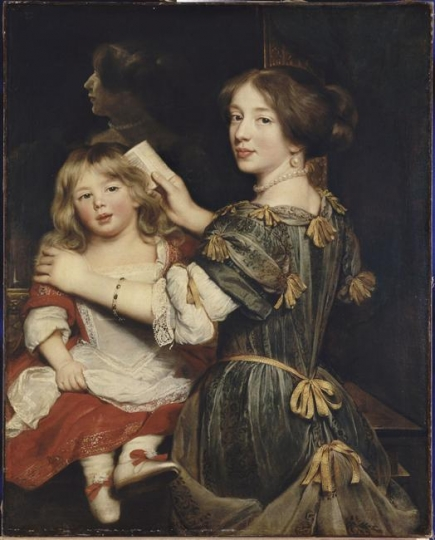
La figlia dell'artista pettina suo fratello
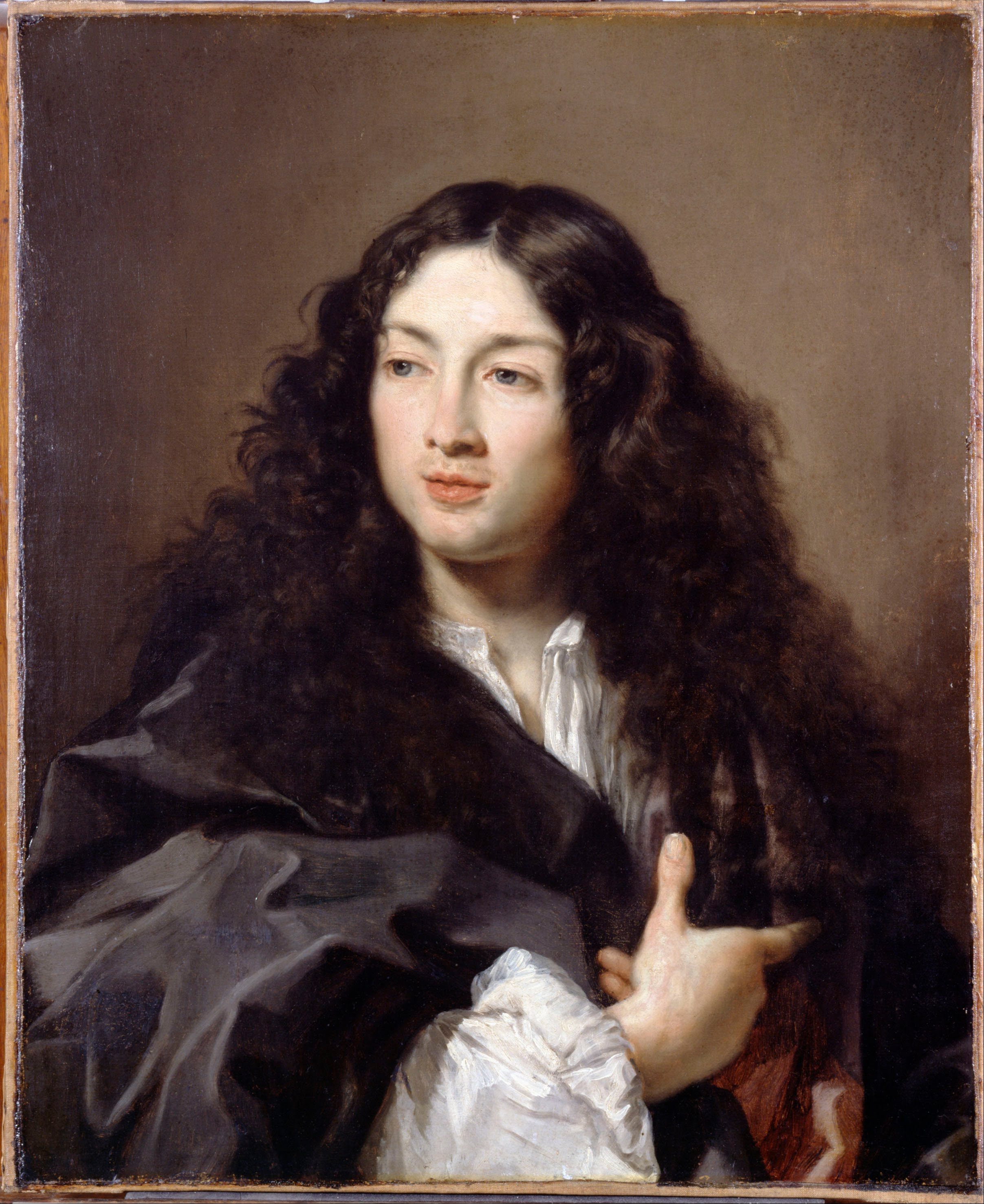
Michel Baron
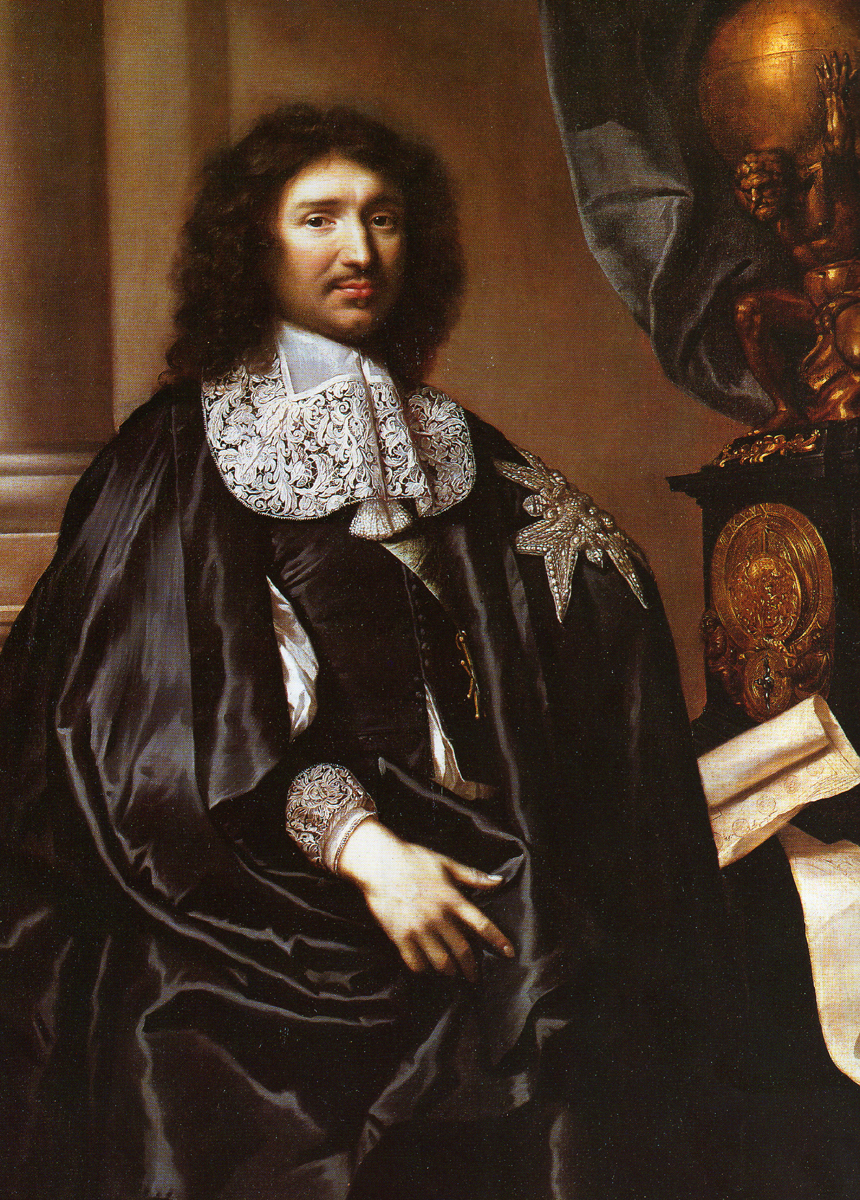
Jean-Baptiste Colbert
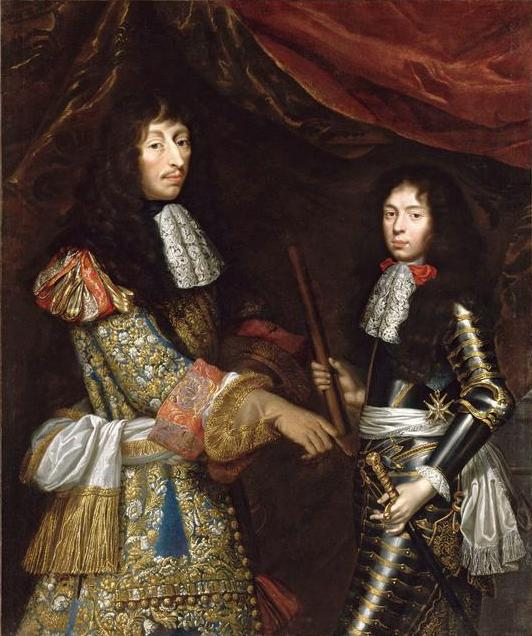
Il principe di Condé e il suo primogenito